# Ouadane

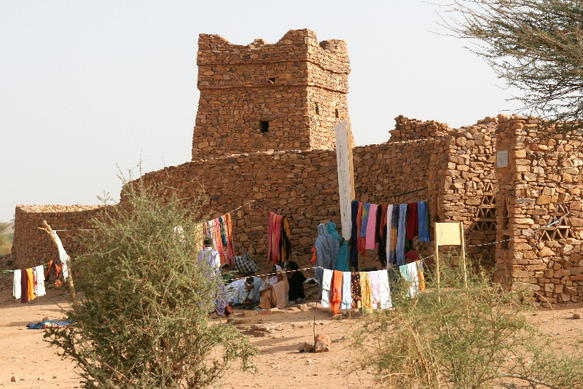
Ruínas da antiga cidade, parte do local considerado Património Mundial da UNESCO

Ouadane (em árabe: وادان) é uma cidade do Norte da Mauritânia, no província de Adrar, a nordeste de Chingueti. Foi fundada em 1147 pela tribo berbere Idalwa el Hadji e tornou-se, século mais tarde, num importante centro comercial, por onde passavam as caravanas que seguiam na rota do Saara.
Um forte, pequeno posto de comércio português foi estabelecido em 1487, no início da era colonial. Porém, a cidade entrou em declínio no século XVI. A cidade antiga foi considerada Património Mundial da UNESCO e integrada no sítio denominado Antigos Alcáceres de Uadane, Chingueti, Tichite e Ualata. Ainda que em ruínas, permanece quase intocável, mantendo a substancial aparência. A cidade moderna construiu-se em torno dessas ruínas.